# Chrysocale ferens
Chrysocale ferens är en fjärilsart som beskrevs av William Schaus 1896. Chrysocale ferens ingår i släktet Chrysocale och familjen björnspinnare. Inga underarter finns listade i Catalogue of Life.